# Haliar

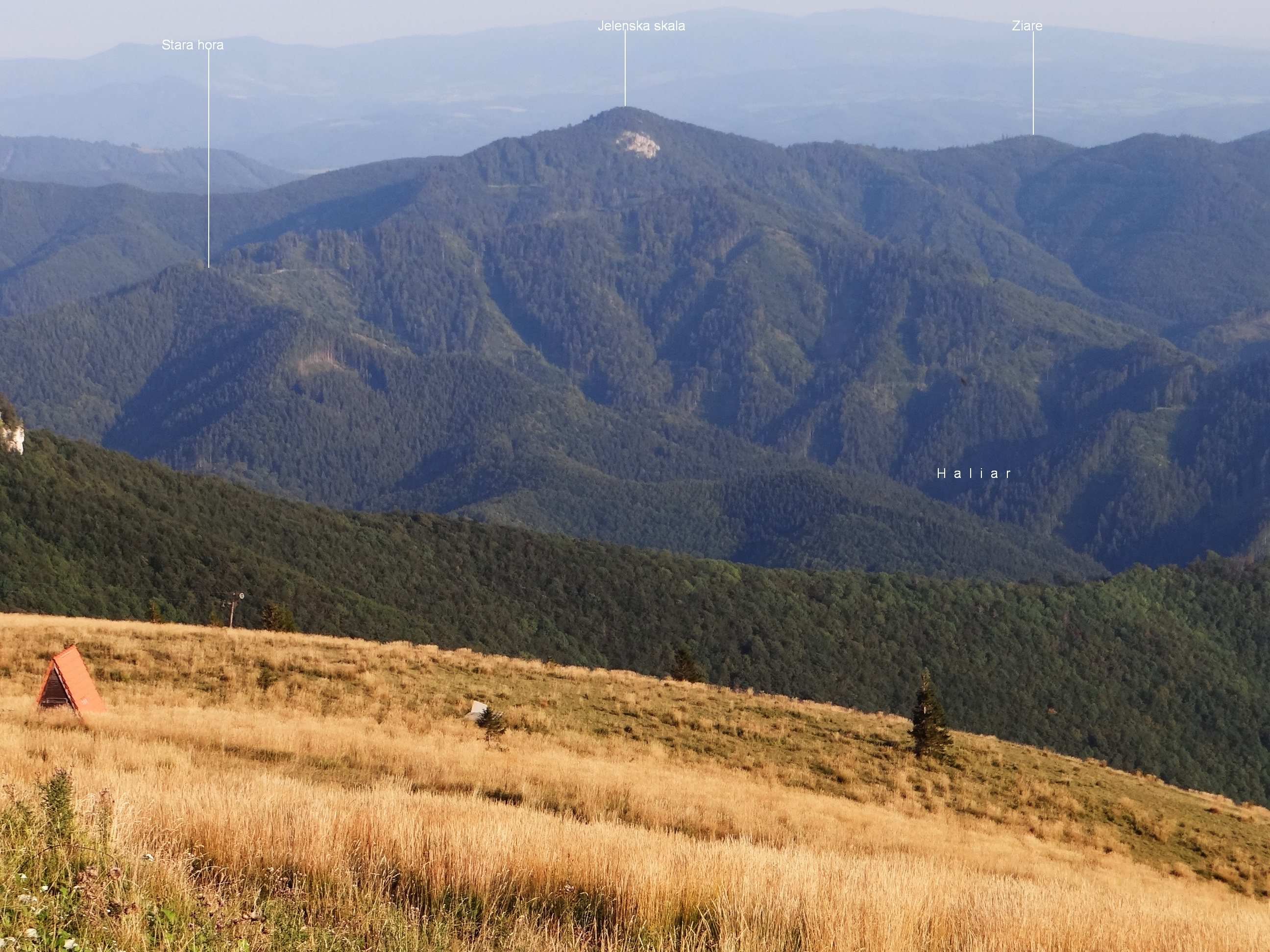
Widok od północnego zachodu z wzniesienia Líška

Haliar – dolina w Starohorskich Wierchach na Słowacji. Jest lewym odgałęzieniem Starohorskiej doliny. Ma wylot w miejscowości Staré Hory, a jej zbocza tworzą dwa grzbiety Jelenskiej skały:
- północny ze szczytem Stará hora (964 m),
- zachodni ze szczytem Klopačka (803 m)[1].

Dolina Haliar jest silnie rozgałęziona. Ma kilka bocznych odnóg wcinających się w obydwa zbocza. Dnem spływa potok będący lewym dopływem Starohorskiego potoku. Dawniej w dolinie prowadzono roboty górnicze.
Dolina Haliar jest całkowicie porośnięta lasem. Znajduje się w otulinie Parku Narodowego Niżne Tatry. Nie prowadzi nią żaden szlak turystyczny, są natomiast drogi leśne do zwózki drzewa.